# Єдичкульська орда
Єдичкульська орда — етнополітичне утворення ногаїв між Дністром і Дунаєм. Виникла у другій половині XVI століття.
Головними правителями були сераскир-султан із роду Гіреїв та яли-ягаси, який збирав данину для хана.
Підпорядковувалась орда Кримському ханству. З XVIII століття постійно виявляла йому непокору.
Населення займалося кочовим скотарством. Великий прибуток давали напади на сусідні землі, насамперед українські.
В середині XVIII століття Єдичкульська орда перекочувала на лівий берег Дніпра і зайняла територію від Кизикермена (що стояв при правому березі Дніпра) до гирла річки Кінські Води і від Дніпра до верхів'їв річок Кінські Води і Берда.
У ході російсько-турецької війни 1768—1774 років Єдичкульська орда у 1770 році визнала протекторат Російської імперії і невдовзі була ліквідована. Єдичкульських ногаїв у 1771 році переселено на Кубань, а в 1790 році — у приазовські степи на річці Молочні Води.
Після Кримської війни вони емігрували до Османської імперії.